# Coup d'État du 18 Brumaire
 (août 2015).
Le coup d'État du 18 brumaire an VIII (samedi 9 novembre 1799), souvent abrégé en coup d'État du 18 Brumaire, organisé par Emmanuel-Joseph Sieyès et exécuté par Napoléon Bonaparte, avec l'aide décisive de son frère Lucien, marque la fin du Directoire et de la Révolution française, et le début du Consulat. Si les événements déterminants se produisent le 19 brumaire au château de Saint-Cloud où le Conseil des Cinq-Cents et le Conseil des Anciens sont réunis, c'est le 18 que la conjuration met en place les éléments nécessaires au complot.

## Les préparatifs du coup d'État

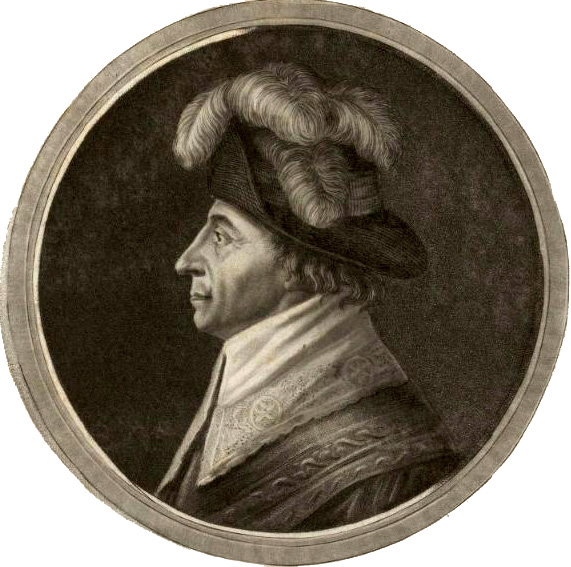
Sieyès en tenue de directeur.

Sieyès souhaite renverser la Constitution de l'an III. Celle-ci ne pouvant être révisée qu'au bout de 9 ans, il imagine un coup d'État.
Pour cela, il utilise la complicité du Conseil des Anciens et oblige l'ensemble des députés à se déplacer à Saint-Cloud, au prétexte d'un péril jacobin. En effet, depuis 1789, les assemblées se trouvent toujours sous la menace de la population parisienne. En déplaçant les assemblées, on s'assure que la population parisienne ne pourra pas intervenir. La ville de Paris sera fermée et sous le contrôle de la police, toute entrée ou sortie étant interdite.
Le financement du coup d'État est assuré par le concours de financiers inquiets de l'instabilité politique, de la faillite de l'État et de la crise économique que le Directoire ne parvient pas à endiguer. Les banquiers Jean-Barthélemy Le Couteulx de Canteleu et Jean-Frédéric Perregaux, futurs fondateurs de la Banque de France, avancent des fonds,.
Il lui faut aussi un soutien militaire, qu'il trouve auprès de Bonaparte, qui assurera le commandement des troupes de Paris ainsi que la garde du corps législatif. Puis il faut que le Directoire s'effondre pour permettre la rédaction d'une nouvelle Constitution. Des cinq directeurs, Sieyès, Roger Ducos et Barras démissionneraient, Moulin et Gohier seraient placés sous surveillance. Dans les préparatifs autant que dans l'exécution du coup d'État, Talleyrand joue un rôle déterminant, usant de toutes ses relations, persuadant Barras de se retirer, prenant des risques. Il est, selon son biographe, l'« exécuteur des basses œuvres ».
Le coup d'État est préparé dans l'hôtel Beauharnais, demeure de Joséphine de Beauharnais, rue Chantereine à Paris, à peu près à l'emplacement entre l'actuelle rue de la Victoire et la rue de Châteaudun.
Les députés devant décider du transfert le 18 brumaire an VIII à Saint-Cloud, l'essentiel des événements se déroule le 19 brumaire an VIII (10 novembre 1799). Les révisionnistes avaient envisagé une démission collective des députés du Conseil des Cinq-Cents, mais les assemblées ont du retard car cette idée ne fait pas l'unanimité ; notamment deux Jacobins refusent de démissionner. Bonaparte s'impatiente et décide d'intervenir.

## Déroulement du coup d'État

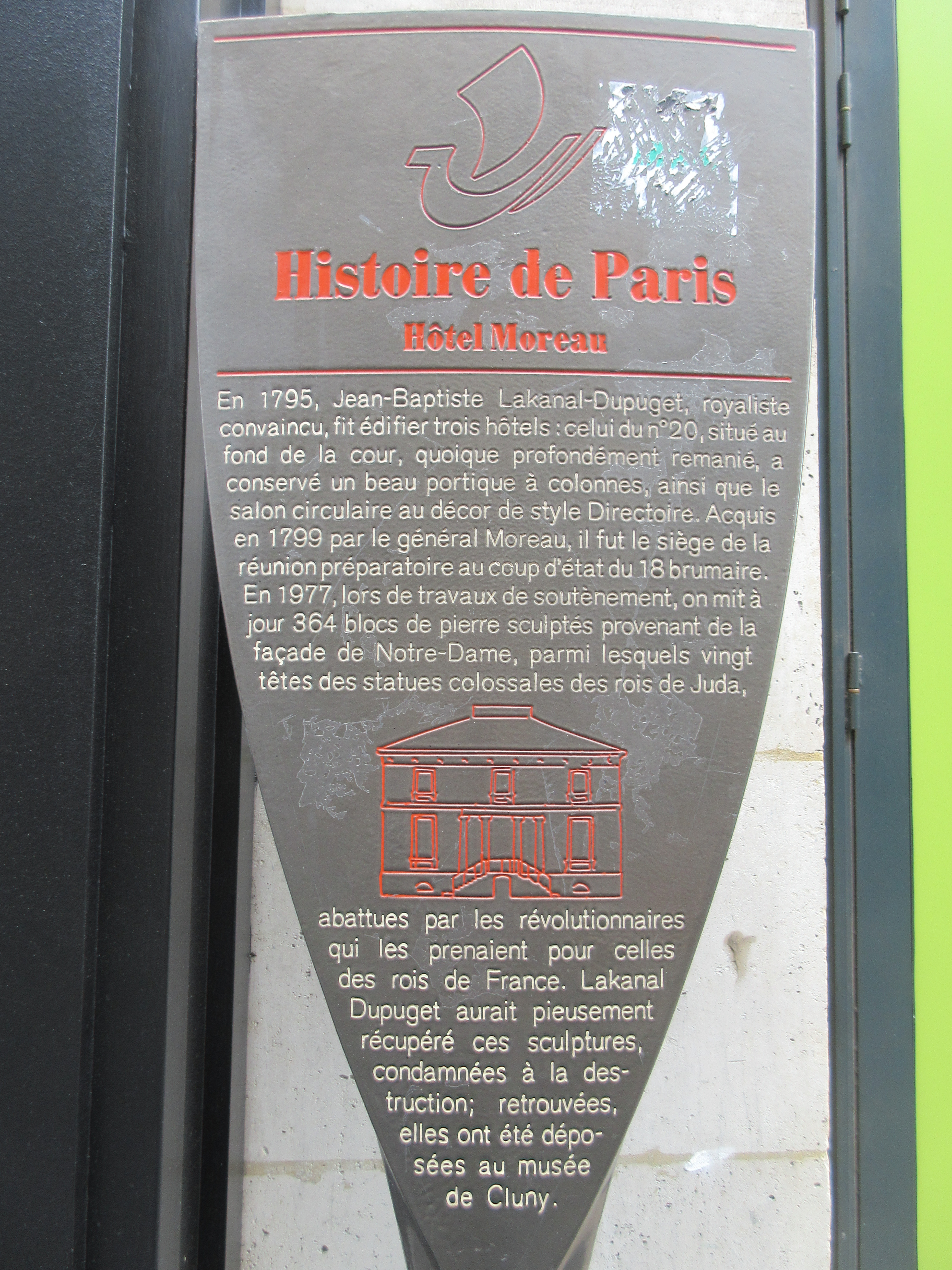
Panneau Histoire de Paris
« Hôtel Moreau ».

### 17 brumaire anVIII(8 novembre 1799)
Le 17 brumaire, à la pointe du jour, le commandant de Paris François Joseph Lefebvre, les régiments de la garnison, les adjudants des quarante-huit sections sont invités à se rendre le lendemain à sept heures du matin dans la rue Chantereine, située à l'emplacement actuel entre la rue de Châteaudun et la rue de la Victoire, où était la maison qu'habitait Bonaparte. Cette réunion attendue depuis le retour du général en chef n'inspirait aucune méfiance ; à la même heure sont également convoqués tous les officiers sur lesquels on peut compter. Chacun d'eux, croyant comme le public que le général allait partir pour l'armée d'Italie, trouve naturel qu'on les convoque pour leur donner des ordres.

### 18 brumaire anVIII(9 novembre 1799)

#### 7 heures
Une foule d'officiers en grande tenue se presse devant le domicile de Napoléon Bonaparte, rue Chantereine (rebaptisée, en son honneur, rue de la Victoire). Bonaparte les reçoit et leur fait un tableau très sombre de la France que les « pékins », les « avocaillons » ont menée au bord de la catastrophe.

#### 8 heures

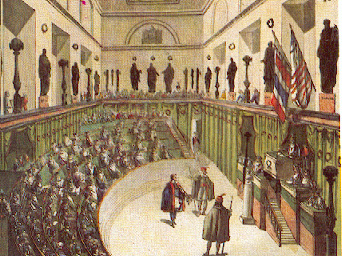
Conseil des Anciens.

Séance du Conseil des Anciens aux Tuileries.
Un inspecteur de la salle déclare que les « anarchistes » sont prêts à renverser la représentation nationale et que, pour déjouer leur plan, il faut transporter les Conseils hors de Paris.
À huit heures et demie, un messager du conseil des Anciens remet à Napoléon Bonaparte le décret de transfert des assemblées, qu'il fait lire aux militaires présents :

« Le conseil des Anciens, en vertu des articles 102, 103 et 104 de la Constitution décrète ce qui suit :

1° Le corps législatif est transféré dans la commune de Saint-Cloud, les deux conseils y siégeront dans les deux ailes du palais.

2° Ils y seront rendus demain, 19 brumaire, à midi. Toute continuation de fonctions, de délibérations, est interdite ailleurs et avant ce terme.

3° Le général Bonaparte est chargé de l'exécution du présent décret. Le général commandant la 17e division militaire, la garde du corps législatif, les gardes nationales sédentaires, les troupes de ligne qui se trouvent dans la commune de Paris et dans toute la 17e division militaire, sont mises immédiatement sous ses ordres. Tous les citoyens lui prêteront main-forte à la première réquisition.

4° Le général Bonaparte est appelé dans le sein du conseil pour y recevoir une expédition du présent décret et prêter serment.

5° Le présent décret sera imprimé, affiché, promulgué et envoyé dans toutes les communes de la République par des courriers extraordinaires. »

Après cette lecture, suivie du cri unanime de « Vive Bonaparte ! Vive la République ! », le général en chef harangue les militaires présents. Dans cette proclamation envoyée aux armées, il leur dit :

« Soldats,

Le décret extraordinaire du conseil des Anciens est conforme aux articles 102 et 103 de l'acte constitutionnel ; il m'a remis le commandement de la ville et de l'armée. Je l'ai accepté pour seconder les mesures qu'il va prendre et qui sont toutes en faveur du peuple. La République est mal gouvernée depuis deux ans : vous avez espéré que mon retour mettrait un terme à tant de maux ; vous seconderez votre général avec l'énergie, la fermeté, la confiance que j'ai toujours vues en vous. La liberté, la victoire et la paix replaceront la République française au rang qu'elle occupait en Europe et que l'ineptie ou la trahison a pu seule lui faire perdre.

Vive la République ! »

Le décret est voté, les Conseils siégeront le lendemain à Saint-Cloud. Bonaparte est nommé commandant de toutes les troupes et de la garde nationale de la 17e division militaire (Paris et banlieue).
Sur le champ, les chefs des quarante-huit sections reçoivent l'ordre de faire battre la générale et de faire proclamer le décret dans tous les quartiers de Paris. Pendant ce temps-là, Bonaparte se rend à cheval aux Tuileries, suivi d'un important cortège de généraux et de soldats.

#### 9 heures

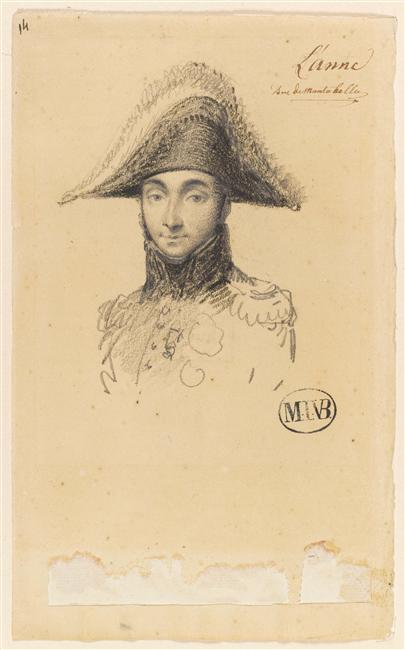
Jean Lannes.

Admis avec son état-major dans le conseil des Anciens, il leur parle. Cette allocution est accueillie par de nombreux applaudissements, et le nouveau commandant général va passer la revue des troupes.
Par ses ordres, 10 000 hommes, commandés par le général Lannes, occupent les Tuileries (conseil des Anciens) ; les postes du Luxembourg (siège des 5 directeurs), de l'École militaire, du palais des Cinq-Cents (Palais Bourbon ; les Cinq-Cents y siégeaient depuis janvier 1798, après avoir occupé le Manège), des Invalides, sont confiés à la garde des généraux Milhaud, Murat, Marmont, Berruyer.
Le général Lefebvre conserve le commandement de la 17e division militaire, et Moreau lui-même accompagne Napoléon Bonaparte en qualité d'aide de camp.
Au palais du Luxembourg, les directeurs Louis Gohier et Jean-François Moulin constatent qu'ils sont abandonnés par les trois autres et « gardés » par le général Moreau. Ces diverses mesures sont prises avec tant d'adresse et de promptitude que, dès dix heures du matin les directeurs n'ont plus de pouvoir. Emmanuel-Joseph Sieyès et Roger Ducos, qui font partie du complot, se rendent comme de simples citoyens au conseil des Anciens. Barras, Gohier et Moulin veulent d'abord faire quelque résistance : ils font appeler le général Lefebvre pour lui donner des ordres. Celui-ci leur répond qu'en vertu du décret, il ne connaît d'autre supérieur que le général Bonaparte.

#### 11 heures
Dans le jardin des Tuileries, Botot, le secrétaire de Paul Barras, qui se rend au Conseil des Anciens pour parler à Bonaparte, s'entretient avec lui quelque temps en particulier, puis Bonaparte, élevant la voix lui dit en présence d'une foule d'officiers et de soldats : « Qu'avez-vous fait de cette France que je vous ai laissée si brillante ? ».

#### 12 heures

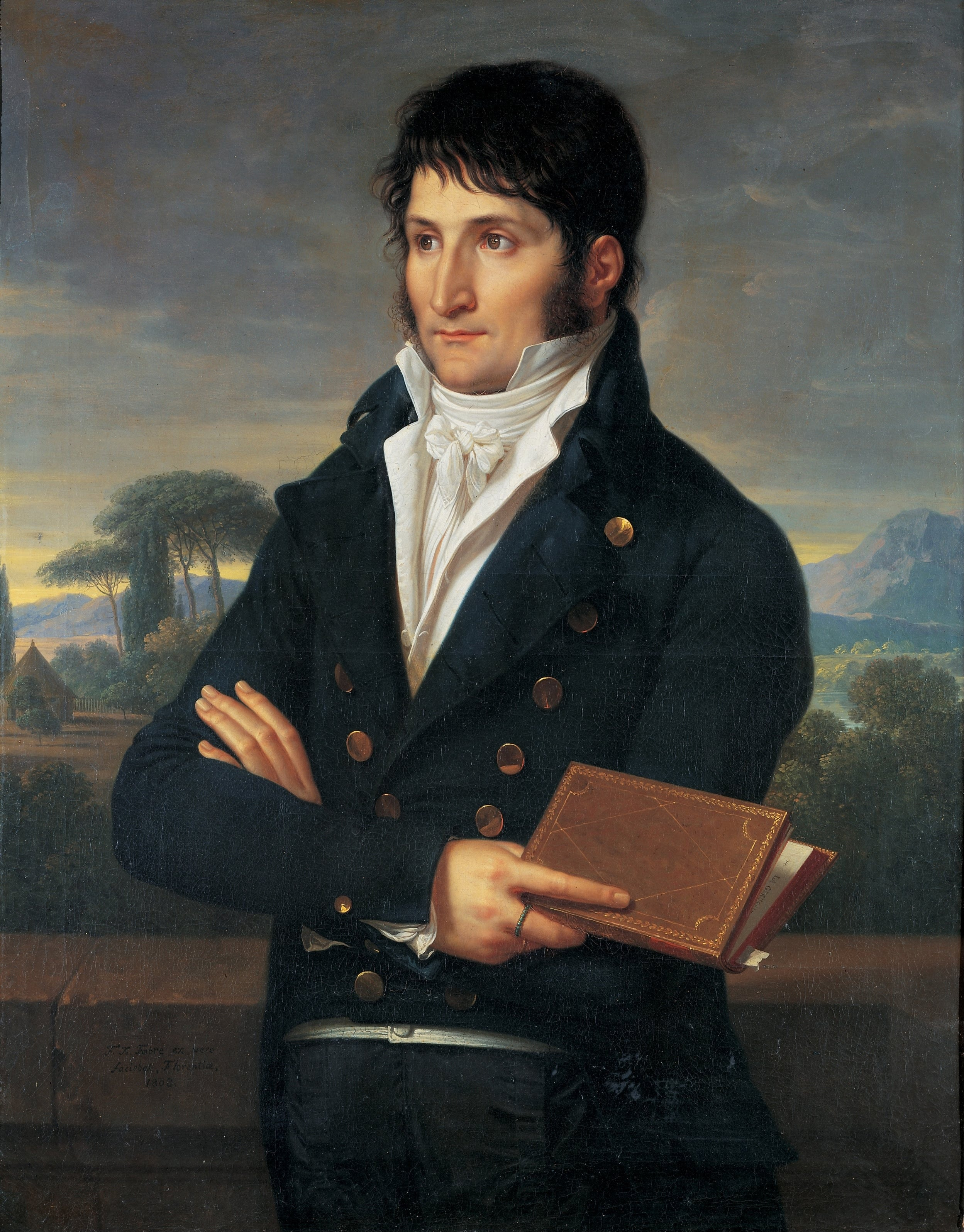
Lucien Bonaparte.

Le Conseil des Cinq-Cents se réunit au palais Bourbon (actuelle Assemblée nationale). Le président Lucien Bonaparte lit le décret de transfert à Saint-Cloud. Les Jacobins protestent en vain. Au palais du Luxembourg, Paul Barras signe sa démission ; Emmanuel-Joseph Sieyès et Roger Ducos ont déjà donné la leur.

#### 14 heures
Napoléon Bonaparte et son état-major font garder par les troupes les points stratégiques de Paris et de la route de Saint-Cloud. Paris reste calme. La vie y continue comme à l'ordinaire.
Le directeur Moulin avait proposé à ses collègues de s'emparer de Bonaparte et de le faire fusiller, mais il apprend bientôt que l'exécution d'un coup si hardi n'était plus en son pouvoir ; un détachement envoyé autour du Luxembourg lui fait abandonner son projet. La propre garde du Directoire se met, de son propre mouvement, à la disposition de l'auteur du coup de force, et les directeurs s'estiment heureux qu'on leur permette d'aller finir leurs jours dans l'obscurité et la retraite.

#### Dans la nuit du 18 au 19 brumaire
Dans la nuit du 18 au 19 brumaire, le conciliabule bonapartiste se réunit à Paris, se retrouvant à l'hôtel de Breteuil : l'ancien ministre des Affaires étrangères Talleyrand, le ministre de la Police générale Joseph Fouché, les députés Lucien Bonaparte, Bérenger, Cabanis, Daunou, le directeur Sieyès, le commissaire général de l'Administration des Postes (et responsable du cabinet noir) Gaudin ; une fraction du parti de Madame de Staël s'est également ralliée à Bonaparte. Tout doit être prêt pour le lendemain ; la nuit entière est consacrée à la rédaction de toutes les pièces qui doivent servir à assurer le succès de leur entreprise.

### 19 brumaire anVIII(10 novembre 1799)

#### 8 heures

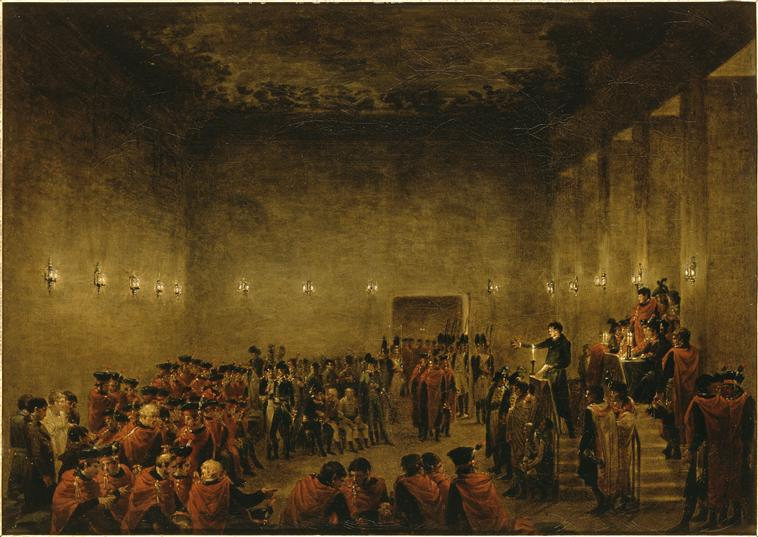
Salle des Cinq-Cents à Saint Cloud.

Les députés, souvent accompagnés de leur famille, gagnent Saint-Cloud où l'animation est grande. Dans le parc, bivouaquent la garde des Conseils et une dizaine de compagnies de la 79e demi-brigade[réf. nécessaire]. Le général Sérurier est chargé de la « protection » des Conseils. Dans le château, les ouvriers se dépêchent de disposer les bancs, les tribunes, les tentures. Au premier étage de l'aile droite du château, la galerie d'Apollon sert de salle de délibérations au Conseil des Anciens. Faute d'autres grandes salles, le Conseil des Cinq-Cents siège dans l'Orangerie, au rez-de-chaussée, bâtiment perpendiculaire au corps du château[réf. nécessaire].

#### 9 heures 30; Paris
Rue Chantereine, Napoléon Bonaparte discute avec les officiers et les civils importants chargés de l'opération. Le succès n'apparaît pas certain.

#### 11 heures; Paris
Escorté par un détachement de cavalerie, Bonaparte part pour Saint-Cloud.

#### 12 heures 30; Saint-Cloud
Bonaparte et son escorte arrivent au château de Saint-Cloud. Ils sont accueillis par des cris variés : « Vive Bonaparte » pour les partisans du coup d'État, ou « Vive la Constitution ! » par les opposants.

#### 13 heures, à l'Orangerie du château
Lucien Bonaparte, président du Conseil des Cinq-Cents, ouvre la séance. Des Jacobins prennent d'abord la parole. On crie : « Point de dictature ! À bas les dictateurs ! Vive la Constitution ! ». L'un d'eux fait décider que tous les députés devront prêter serment de fidélité « à la Constitution de l'an III », que le coup d'État doit abolir.

#### 14 heures, galerie d'Apollon

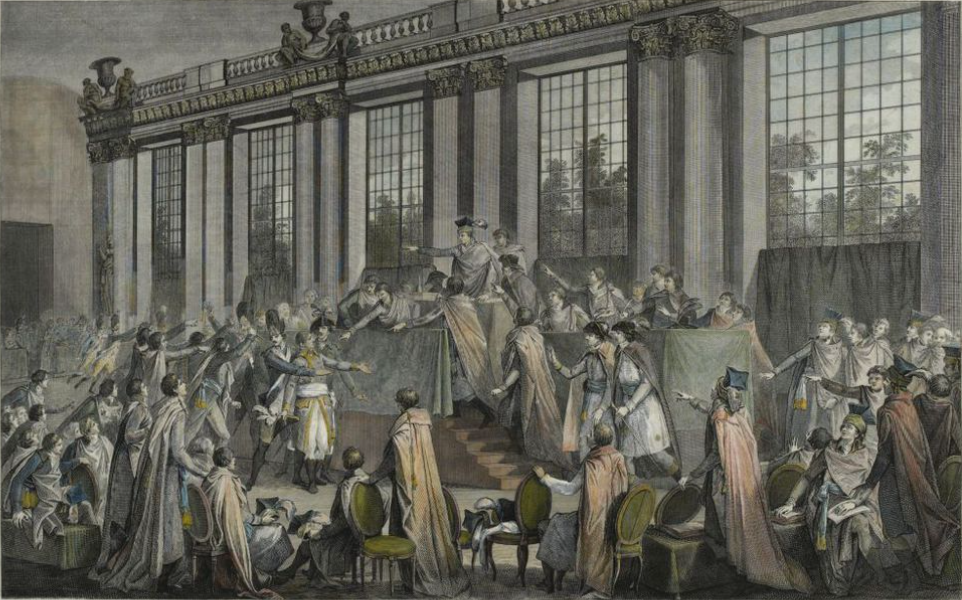
Lucien Bonaparte dans la salle des Cinq-Cents (Musée de la Révolution française).

La séance du Conseil des Anciens commence. Plusieurs députés jacobins demandent des explications sur le « complot » qui a causé le transfert à Saint-Cloud.

#### 15 heures, dans un salon du château
Napoléon Bonaparte et Emmanuel-Joseph Sieyès s'impatientent. Bonaparte n'est pas satisfait d'apprendre que les Cinq-Cents doivent prêter serment à la Constitution.

#### 15 heures 30, galerie d'Apollon
Les Anciens apprennent que trois directeurs sur cinq ont donné leur démission. Ils demandent au Conseil des Cinq-Cents de désigner trente candidats pour leur succession. La séance est suspendue.
Napoléon Bonaparte, suivi de ses aides de camp, pénètre dans la salle à 16 heures. Il proteste contre ceux qui le traitent de « nouveau César », de « nouveau Cromwell », et disent qu'il « veut établir un gouvernement militaire ». Il prononce une harangue véhémente.
« Et la Constitution ? » lui dit en l'interrompant le député Étienne-Géry Lenglet.
Bonaparte répond qu'elle a déjà été violée le 18 fructidor an V (4 septembre 1797), le 22 floréal an VI (11 mai 1798), le 30 prairial an VII (18 juin 1799). Il tient toutefois un discours maladroit, protestant de son dévouement à la liberté.
On lui demande de nommer les conspirateurs. Il répond en disant sa confiance dans le Conseil des Anciens et sa méfiance envers le Conseil des Cinq-Cents « où se trouvent les hommes qui voudraient nous rendre la Convention, les Comités révolutionnaires et les échafauds ». Il termine en menaçant de faire appel aux soldats et sort de la galerie.
Son discours est très mal perçu par les députés, qui l'accusent de vouloir instaurer la dictature. C'est Bourrienne qui met fin à la discussion en incitant son ami à quitter la pièce : « Sortons, général, vous ne savez plus ce que vous dites ».

#### 16 heures, à l'Orangerie
Après avoir prêté serment à la Constitution, les députés du Conseil des Cinq-Cents apprennent la démission du directeur Paul Barras. Ils discutent sur la manière de le remplacer.

#### 16 heures 15
Napoléon Bonaparte entre à l'Orangerie dans la salle des Cinq-Cents, accompagné de quelques grenadiers. Au moment où il entre, l'Assemblée procédait, dans la plus grande agitation, à l'appel nominal, pour que ses membres jurent de nouveau de défendre la Constitution[réf. nécessaire].
À la vue de Bonaparte et de ses grenadiers, les imprécations retentissent de toutes parts : « Ici des sabres ! Ici, des hommes armés ! À bas le tyran ! À bas le dictateur ! Hors la loi le nouveau Cromwell ! ».
Le député Destrem lui frappe sur l'épaule, et lui dit : « Voilà donc pourquoi vous avez remporté tant de victoires ! » Le député Bigonnet le saisissant par les deux bras : « Que faites-vous, lui dit-il, que faites-vous, téméraire ? vous violez le sanctuaire des lois. »
On crie : « Hors la loi ! À bas la dictature ! Vive la République et la Constitution de l'an III ». Quelques faibles cris de « Vive Bonaparte » sont poussés[réf. nécessaire].
Bonaparte croyant sa vie menacée, sort, entraîné par quatre grenadiers, sans pouvoir proférer une parole[réf. nécessaire].
L'opposition est forte : on sait, par exemple que le jacobin Augereau, membre des Cinq-Cents, était défavorable au coup de Bonaparte, alors pourtant qu'il fut un de ses généraux héroïques en Italie en 1796. Les deux frères Joseph-Antoine et Barthélemy Aréna, députés de la Corse aux Cinq-Cents, étaient farouchement hostiles, au point que ce dernier fut soupçonné d'avoir voulu jouer du poignard, avant que celui-là soit accusé de tremper dans le complot des poignards un an plus tard en octobre 1800.

#### 16 heures 30, petit salon attenant à l'Orangerie
Napoléon Bonaparte entre, y trouve Sieyès et lui dit : « Ils veulent me mettre hors la loi ». Sieyès lui répond : « Ce sont eux qui s'y sont mis », et il ajoute qu'il faut faire marcher les troupes.

#### 16 heures 35, à l'Orangerie
Au Conseil des Cinq-Cents, le président Lucien Bonaparte tente de défendre son frère, mais son discours est accueilli par des huées. Il quitte alors son siège et le cède à Jean-Pierre Chazal[réf. nécessaire].
Dans un grand désordre, certains députés demandent la mise hors la loi de Napoléon Bonaparte ; d'autres, qu'on lui retire son commandement des troupes ; d'autres enfin, que Lucien Bonaparte reprenne la présidence pour mettre aux voix « hors la loi » Napoléon (qui pourrait dès lors être tué "légalement" par tout citoyen).
Lucien Bonaparte reprend la présidence mais le tumulte continue. Il lève la séance en s'écriant : « Il n'y a plus ici de liberté. N'ayant plus le moyen de me faire entendre, vous verrez au moins votre président, en signe de deuil public, déposer ici les marques de la magistrature populaire »[réf. nécessaire]. Sur ces entrefaites, un piquet de grenadiers envoyé par le général Bonaparte entre dans la salle[réf. nécessaire] et l'enlève[Qui ?].

#### 17 heures, le petit salon puis la cour
Napoléon Bonaparte, sur la fausse nouvelle qu'il a été mis hors la loi se précipite à la fenêtre et crie « Aux armes ! » Puis il passe dans la cour où il est rejoint par son frère, ils montent à cheval.
Lucien Bonaparte déclare que « l'immense majorité du Conseil est, en ce moment, sous la terreur de quelques représentants à stylets […] qui se sont mis eux-mêmes hors la loi […] Vous ne reconnaîtrez pour législateurs de la France que ceux qui vont se rendre auprès de moi. Quant à ceux qui resteraient dans l'Orangerie, que la force les expulse. Ces brigands ne sont plus les représentants du peuple ; ils sont les représentants du poignard. »
Napoléon Bonaparte prend la parole : « Soldats, je vous ai menés à la victoire ; puis-je compter sur vous ? » Clameurs : « Oui, oui ! Vive le général ! ».
C'est Lucien Bonaparte qui va inciter les troupes à mettre de l'ordre dans les assemblées. C'est ce jour-là qui est à l'origine du « mythe du poignard » disant que certains députés voulaient poignarder Bonaparte pour justifier une intervention de l'armée.

#### 17 heures 30, à l'Orangerie

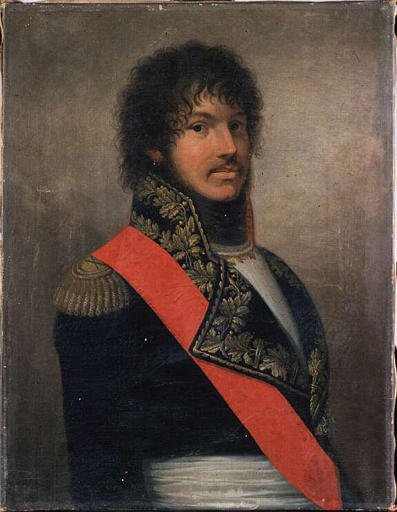
Joachim Murat.

Après le départ de Lucien Bonaparte, les députés continuent à discuter dans le tumulte. Ils entendent des roulements de tambours et les cris de « Vive Bonaparte ». Ce dernier donne l'ordre d'investir la salle de l'Orangerie. Les soldats, baïonnette au canon, en font sortir de gré ou de force tous les députés. Le général Victor-Emmanuel Leclerc, beau-frère de Napoléon, s'avance et dit : « Citoyens représentants, on ne peut plus répondre de la sûreté du Conseil, je vous invite à vous retirer ». Après quelques répliques, Joachim Murat s'écrie : « Foutez-moi tout ce monde dehors ! ».
Des mesures sont prises par le secrétaire général de la police Fouché pour que les députés, en quittant Saint-Cloud, ne puissent immédiatement rentrer dans Paris, afin de les empêcher de reformer leur Assemblée en ville.

#### 18 heures 45, galerie d'Apollon
Apprenant ce qui vient de se passer à l'Orangerie, le président des Anciens Cornudet fait voter le décret suivant : « Le Conseil des Anciens, attendu la retraite du Conseil des Cinq-Cents, décrète ce qui suit : quatre des membres du Directoire exécutif ayant donné leur démission et le cinquième étant mis en surveillance, il sera nommé une commission exécutive provisoire, composée de trois membres. »
En outre, le corps législatif est ajourné au 1er ventôse an VIII (20 février 1800). Une Commission intermédiaire prise dans le Conseil des Anciens exerce pendant ce temps le pouvoir législatif.

#### 19 heures, petit salon
Napoléon Bonaparte et Emmanuel-Joseph Sieyès ne sont pas satisfaits de ce décret qui considère que les députés du Conseil des Cinq-Cents ont disparu. Ils décident de réunir les députés de ce Conseil qui leur sont favorables et qu'on pourra retrouver.

#### 21 heures, à l'Orangerie

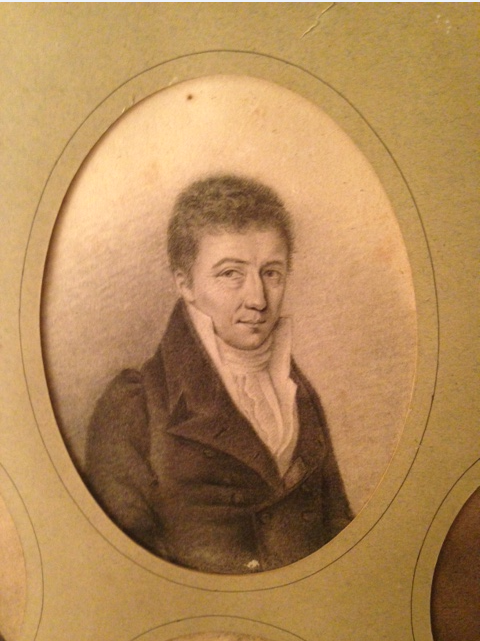
Jean Bérenger (1767-1850), auteur de la résolution de ralliement au coup d'État.

Lucien Bonaparte reprend la présidence du Conseil des Cinq-Cents, mais le tumulte continue. Remonté au fauteuil, il ouvre la séance en déclarant la chambre légalement constituée. Bérenger prend aussitôt la parole, et va prononcer et faire voter la motion d’ordre de ralliement qui fera basculer l'histoire.
Par un discours habile, il trace le tableau des dangers qu'avaient courus dans cette journée la représentation nationale, Bonaparte et la liberté ; il fait ensuite ressortir les avantages d'une victoire à laquelle on devait la fin de la Révolution, et obtient sans peine cette déclaration unanime, que Bonaparte, ses généraux, ses troupes avaient bien mérité de la patrie, : « Gloire et reconnaissance à Bonaparte, aux généraux, à l’armée, qui ont délivré le corps législatif de ses tyrans sans verser une goutte de sang […]. La journée du 19 brumaire est celle du peuple souverain, de l’égalité, de la liberté, du bonheur et de la paix. Elle terminera la Révolution, et fondera la République, qui n’existait encore que dans le cœur des républicains »,.
Après cette victoire, le soir, les conjurés eux-mêmes rédigent tous les actes pour sanctionner le mouvement militaire qui avait expulsé de leurs fonctions les représentants dans la journée du 19 brumaire. Dans l'orangerie de Saint-Cloud, les initiés au complot délibèrent à eux seuls comme une assemblée légale, la nuit, à la lueur de quelques bougies, ici là posées sur des bancs. Parmi les membres les plus importants des deux Conseils, sont présents notamment Cabanis, Bérenger, Boulay (de la Meurthe), Chazal, Lucien Bonaparte, Chénier, Creuzé-Latouche, Daunou, Gaudin, Crétet, etc.

### 20 brumaire anVIII(11 novembre 1799)

#### 4 heures

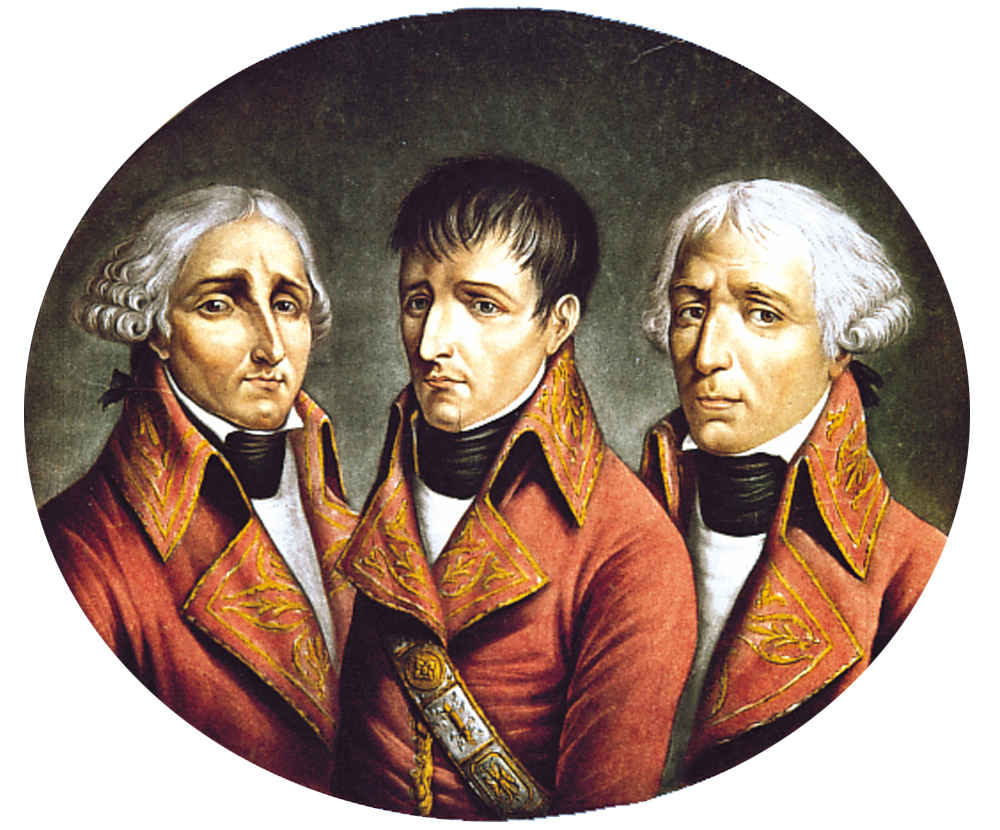
Les trois consuls.

Après cette victoire, Lucien propose au conseil des Anciens de réorganiser un nouveau conseil des Cinq-Cents, en éliminant ceux de ses membres qui tenaient opiniâtrement pour l'ancienne constitution. La proposition est prise en considération ; la réunion des Cinq-Cents a lieu dans l'Orangerie, et l'exclusion de soixante et un députés est décrétée.
Les deux Conseils abolissent d'un commun accord le gouvernement directorial ; une Commission consulaire exécutive doit être nommée pour la révision de la Constitution. Sieyès, Napoléon Bonaparte et Ducos héritent du pouvoir directorial ; les trois Consuls prêtent serment devant les deux Conseils d'être fidèles « à la souveraineté du peuple, à la République unie et indivisible, à la liberté, à l'égalité et au système représentatif ».
La Commission intermédiaire se compose de deux groupes de vingt-cinq élus, issus du Conseil des Cinq-Cents et des Anciens. On y retrouve des hommes comme Cabanis, Lucien Bonaparte, Daunou et Bérenger, etc. Tous, sont chargés d'approuver les mesures législatives que « nécessitent les conjonctures nouvelles ». Ils siègent d’abord aux Tuileries, puis au Petit Luxembourg, et vont rédiger la Constitution de l'an VIII, signée le 22 frimaire an VIII (13 décembre 1799), sous les yeux de Bonaparte.
Dès le lendemain du coup d'État, le 20 brumaire, la première décision importante du Premier consul est de nommer Gaudin au poste particulièrement important de ministre des Finances. Celui-ci sera l'un de ses plus proches collaborateurs, puisqu'il assurera ces fonctions pendant tout le Consulat et tout l'Empire, du 20 brumaire an VIII (11 novembre 1799) au 1er avril 1814, puis pendant les Cent-Jours, du 20 mars au 22 juin 1815. Bérenger, quant à lui, sera un éphémère président du Tribunat en mars-avril 1800, et surtout un membre éminent du Conseil d'État.

### Réaction de la population
Les rapports de police centralisés au ministère rapportent le bon accueil que la population fait aux événements. Le 22 brumaire, le Bureau central note : « Sur les physionomies comme dans les entretiens, on aperçoit les signes d’une véritable satisfaction. […] Au style de la plupart des rédacteurs [de journaux] il est facile d’apercevoir qu’ils partagent la satisfaction générale. […] En général, la journée du 18 brumaire cause autant de satisfaction qu’elle donne d’espérance pour l’amélioration du régime républicain ».
Un compte rendu du 23 brumaire décrit « le véritable enthousiasme avec lequel la proclamation d’une loi du 19 brumaire a été entendue. Partout elle a été suivie des cris de : vive la république ! Vive Bonaparte ! Vive la paix ! ». Il ajoute qu’« il est peu d’observations à faire sur les journaux ».

## Les suites du Coup d'État

### Le24 frimaire anVIII(15 décembre 1799)
Bonaparte, Cambacérès et Lebrun, les premier, deuxième et troisième consuls, pouvaient entrer immédiatement au pouvoir, après avoir présenté au Peuple la Constitution de l’an VIII en terminant par ces mots : « Citoyens, la révolution est fixée aux principes qui l'ont commencée ; elle est finie ! ».
Le Consulat est mis en place, un régime autoritaire dirigé par trois consuls, dont seul le premier détient réellement le pouvoir : la France entame une nouvelle période de son histoire en s'apprêtant à confier son destin à un empereur. Cambacérès est un ancien député de la Convention régicide, et Lebrun un monarchiste modéré ; ainsi le Consulat présente à sa tête des sensibilités très diverses. Sieyès est président du Sénat conservateur, Ducos vice-président.
Le Sénat conservateur tient sa première séance, et désigne les membres du Tribunat et du Corps législatif, entraînant la dissolution des conseils.

### Le2 nivôse anVIII(23 décembre 1799)
Bérenger prend la parole devant la Commission du Conseil des Cinq-Cents ; il se charge de démontrer aux membres des conseils législatifs qu'ils devaient se rallier :

« le premier consul doit se hâter de se saisir de la puissance. Nous sommes pressés au dehors, dit-il, par la guerre étrangère ; au dedans, la chouannerie fait des progrès alarmants. Nous avons la paix intérieure et extérieure à conquérir, et nous ne saurions y parvenir qu'avec le régime constitutionnel. La nation l'attend avec impatience l'enthousiasme public va reproduire les beaux jours de 1789 soutenu de l'assentiment du peuple, le gouvernement deviendra cher à nos alliés, terrible à nos ennemis, et maître des traités. La loi du 19 brumaire fixe au premier ventôse la réunion du corps législatif; mais le salut de la patrie ne souffre point d'ajournement ! »

« La voix publique nous presse d’accélérer cet instant désiré. L’intérêt général et le nôtre, nos vœux et ceux de la nation appellent l’heureuse époque qui doit terminer la Révolution, et fixer irrévocablement les hautes destinées du plus grand de tous les peuples. »

Bérenger propose ensuite une loi qui fixait au lendemain l'inauguration du pacte constitutionnel.
Dans cette loi, il fixe au 4 nivôse la mise en place des consuls et la première séance du Sénat conservateur ; et annonce la dissolution formelle des Conseils des Cinq-Cents et des Anciens lorsque le Sénat conservateur communiquera les nominations des membres du Tribunat et du Corps législatif.